# 北宋江南东路帅臣列表
北宋江南东路帅臣，指江南东路安抚司的长官，或称安抚使，或称经略安抚使。

## 历任经略安抚使

### 宋太宗朝
- 杨克逊（976年—977年）
- 贾黄中（977年—980年）
- 刘保勋（980年）
- 韩遂（980年—983年）
- 许骧（984年—985年）
- 源护（985年—988年）
- 雷有终（988年—990年）
- 卢文正（990年—991年）
- 陈钦祚（991年—994年）
- 高象先（994年）
- 郭异（994年—995年）
- 李伟（995年—996年）
- 宋覃（997年）

### 宋真宗朝
- 宋覃（997年—998年）
- 张继美（998年—999年）
- 吕祐之（999年）
- 李若拙（999年）
- 刘知信（1001年—1004年）
- 马亮（1004年—1007年）
- 张詠（1007年—1012年）
- 薛映（1012年—1015年）
- 马亮（1015年—1016年）
- 丁谓（1016年—1019年）
- 薛颜（1019年—1021年）
- 马亮（1021年—1022年）

### 宋仁宗朝
- 马亮（1022年）
- 王钦若（1022年—1023年）
- 王随（1023年—1025年）
- 李迪（1025年—1027年）
- 马亮（1027年—1029年）
- 张士逊（1029年—1030年）
- 李谘（1030年）
- 滕涉（1030年—1032年）
- 李允元（1032年—1033年）
- 李若谷（1033年—1034年）
- 陈执中（1034年—1035年）
- 张若谷（1035年—1038年）
- 盛京（1038年—1040年）
- 郎简（1040年—1041年）
- 叶清臣（1041年—1042年）
- 刘沆（1043年）
- 杨告（1044年—1045年）
- 李宥（1045年—1047年）
- 张奎（1048年）
- 张方平（1049年—1050年）
- 皇甫泌（1051年—1052年）
- 刘湜（1052年—1053年）
- 向传式（1054年—1056年）
- 包拯（1056年）
- 王琪（1056年—1058年）
- 梅挚（1058年—1059年）
- 王琪（1060年）
- 冯京（1060年）
- 魏琰（1061年）
- 郭申锡（1062年）
- 王贽（1063年）

### 宋英宗朝
- 彭思永（1064年）
- 吕溱（1065年）
- 龚鼎臣（1066年—1067年）
- 王安石（1067年）
- 孙思恭（1067年）

### 宋神宗朝
- 吴中复（1068年）
- 钱公辅（1069年—1070年）
- 沈起（1071年）
- 傅俞尧（1072年—1073年）
- 沈立（1073年—1074年）
- 王安石（1074年—1075年）
- 叶均（1075年）
- 王安石（1076年—1077年）
- 元积中（1077年）
- 吕嘉问（1077年）
- 孙昌龄（1078年）
- 元积中（1079年）
- 孙坦（1080年）
- 刘庠（1080年）
- 陈绎（1081年—1082年）
- 王益柔（1083年）
- 王安礼（1084年—1085年）

### 宋哲宗朝
- 王安礼（1085年—1086年）
- 蔡卞（1086年—1088年）
- 林希（1088年—1089年）
- 熊本（1089年—1091年）
- 谢麟（1091年）
- 黄履（1091年）
- 陆佃（1092年）
- 曾肇（1093年—1094年）
- 吕惠卿（1094年）
- 何正臣（1094年）
- 陈轩（1096年—1098年）
- 吕升卿（1099年）
- 叶涛（1099年）
- 陶节夫（1099年）

### 宋徽宗朝
- 蔡卞（1100年）
- 蔡京（1100年）
- 邓祐甫（1101年）
- 邹浩（1102年）
- 邓祐甫（1102年）
- 朱彦（1103年）
- 王汉之（1105年）
- 徐勣（1106年）
- 蒋静（1106年）
- 陶节夫（1106年）
- 姚祐（1106年）
- 范坦（1107年）
- 曾孝蕴（1107年）
- 卢航（1108年）
- 沈锡（1109年）
- 曾孝序（1109年—1110年）
- 薛昂（1110年—1112年）
- 吴栻（1112年）
- 卢航（1113年—1115年）
- 蔡薿（1116年—1117年）
- 俞樐（1118年）
- 张庄（1118年）
- 王汉之（1118年—1122年）
- 卢襄（1123年—1125年）

### 宋钦宗朝
- 曾孝序（1126年）
- 宇文粹中（1126年—1127年）